# 新居浜市立中萩中学校
新居浜市立中萩中学校（にいはましりつなかはぎちゅうがっこう）（英: Niihama Municipal Nakahagi Junior High School）は、愛媛県新居浜市中萩にある公立中学校。

## 概要
新居浜市の公立中学校。中萩小学校の多くの児童が進学し、新居浜市内の中学校として2位の生徒数である。2003年から年に一度空き缶壁画アートが生徒会・生徒会担当教員主導で制作されており、体育館西側の壁面に展示されているため、沿道から見ることが出来る。

## 沿革
- 1947年 - 新居郡中萩町立中萩中学校として開校される
- 1955年 - 新居郡中萩町の新居浜市への合併により新居浜市立中萩中学校に改称される
- 1994年 - 校訓を「玉成」と定める

## 通学区域が隣接している学校
- 新居浜市立角野中学校
- 新居浜市立泉川中学校
- 新居浜市立南中学校
- 新居浜市立西中学校
- 新居浜市立大生院中学校
- 西条市立西条南中学校